# Línea 311 (Buenos Aires)
La Línea 311 es una línea de colectivo que une el partido de Moreno con barrios de Moreno y lo conocido como Cruce Castelar, en la provincia de Buenos Aires, Argentina.
Esta línea es operada por Transportes La Perlita SA, originalmente como un recorrido de la línea 6 de Moreno (hoy Línea 501), y que en 1969 obtuvo la concesión provincial 311, ya que su ramal principal llegaba al Barrio Santa Brigida del entonces partido de General Sarmiento (Actualmente San Miguel).

## Ramales
- Ramal 13: Santa Brigida
- Ramal 20: Cruce Castelar - Santa Brigida

## Ramal 13: Santa Brigida
Ida a Cruce Derqui: Desde Centro de Transbordo Moreno Dársena 14 por España (Ruta 23) - Córdoba (Ruta 23) - Av. Del Libertador (Ruta 23) - Manuel Maza - Albatros - Diaz Vélez - Cap. Álvarez Prado - Ricardo Gutiérrez - Boulevar Caveri - Belisario Roldán - Aeronáutica Argentina - Evaristo Carriego - Cap. Álvarez Prado - Murillo - Los Aromos - Miguel Cané - Fray Antonio Marchena - Av. Saavedra Lamas hasta Potosí
Desde Av. San Fernando y Av. Derqui por Av. Derqui - Fray Antonio Marchena - Miguel Cané - Los Aromos - Murillo - Cap. Álvarez Prado - Evaristo Carriego - Aeronáutica Argentina - Belisario Roldán - Boulevar Caveri - Ricardo Gutiérrez - Aeronáutica Argentina - Av. Del Libertador (Ruta 23) - Merlo - Belgrano hasta Av. Bartolomé Mitre (Ruta Prov. 7)

## Ramal 20: Cruce Castelar - Santa Brígida
Ida a Santa Brígida: Desde Centro de Transbordo Moreno Dársena 14 por España (Ruta 23) - Córdoba (Ruta 23) - Av. Del Libertador (Ruta 23) - Manuel Maza - Albatros - Diaz Vélez - Cap. Álvarez Prado - Ricardo Gutiérrez - Boulevar Caveri - Belisario Roldán - Aeronáutica Argentina - Evaristo Carriego - Cap. Álvarez Prado - Murillo - Los Aromos - Miguel Cané hasta Fray Antonio Marchena.
Vuelta a Moreno: Desde Miguel Cané y Fray Antonio Marchena por Miguel Cané - Los Aromos - Murillo - Cap. Álvarez Prado - Evaristo Carriego - Aeronáutica Argentina - Belisario Roldán - Boulevar Caveri - Ricardo Gutiérrez - Aeronáutica Argentina - Av. Del Libertador (Ruta 23) - Merlo - Belgrano hasta Av. Bartolomé Mitre (Ruta Prov. 7)